# Jazz rap
Jazz rap es un subgénero de fusion que incorpora la música de jazz con la música de rap, desarrollado entre finales de los años ochenta y principios de los noventa. Suele tener letras de contenido políticamente consciente y de temática afrocéntrica. Este estilo supone un intento de fusionar la música afroamericana del pasado con una nueva forma dominante en el presente, rindiendo tributo y revigorizando la anterior al tiempo que expande los horizontes de la última". Musicalmente, utiliza ritmos típicos de hip hop y no de jazz, sobre los cuales se construyen fraseos e instrumentaciones de jazz que incluyen trompeta, contrabajo o saxo. La improvisación varía entre artistas: algunos improvisan letras y solos, mientras que la mayoría no lo hace.
Mientras que el Jazz Rap tenía una gran influencia por el siglo XX. A partir del siglo XXI los raperos empezaron a incluir ese género entre el resto de sus temas.

## Precursores
Peter Shapiro, en su Rough Guide to Hip-Hop clasifica la grabación "Heebie Jeebies" de Louis Armstrong publicada en 1925 dentro de su línea temporal del hip hop. En los años 1970, The Last Poets, Gil Scott-Heron y The Watts Prophets situaban su spoken word y poesía rimada sobre un fondo de temas de sonoridad jazz. Existen también posibles paralelismos entre el jazz y las frases improvisadas del freestyle rap. A pesar de estos momentos dispares de unión, el jazz rap no surgió como género hasta finales de los años 1980.

## Comienzos de una tendencia
En 1985, la banda de jazz fusion Cargo, liderada por Mike Carr, publicó el sencillo "Jazz Rap", que apareció en el álbum Jazz Rap, Volume One. En 1988, Gang Starr publicó su sencillo debut "Words I Manifest", en el que sampleaba el tema "Night in Tunisia" publicado en 1952 por Dizzy Gillespie, y Stetsasonic publicaba "Talkin' All That Jazz", sampleando a Lonnie Liston Smith. El álbum debut de Gang Starr, No More Mr. Nice Guy (Wild Pitch, 1989), y su tema "Jazz Thing" (CBS, 1990) para la banda sonora de Mo' Better Blues, contribuyeron a popularizar el estilo de jazz rap.

## Native Tongues
Los grupos que formaban el colectivo Native Tongues Posse tendían hacia discos de sonido jazzy. Entre estos se incluyen el debut de Jungle Brothers, Straight Out the Jungle (Warlock, 1988), y los discos People's Instinctive Travels and the Paths of Rhythm (Jive, 1990) y The Low End Theory (Jive, 1991) de A Tribe Called Quest. The Low End Theory se ha convertido en uno de los álbumes de hip hop más aclamados de la historia, y también logró el reconocimiento del bajista de jazz Ron Carter, quien toca el bajo en un tema. Buhloone Mindstate (Tommy Boy, 1993), del grupo De La Soul, incluye contribuciones de Maceo Parker, Fred Wesley y Pee Wee Ellis, y samples de Eddie Harris, Lou Donaldson, Duke Pearson y Milt Jackson. 
También de este período es el disco And Now the Legacy Begins (4th & B'way) del artista de Toronto Dream Warriors, publicado en 1991. Produjo los sencillos de éxito "My Definition of a Boombastic Jazz Style" y "Wash Your Face in My Sink". El primero se basaba en un loop tomado del tema de Quincy Jones' "Soul Bossa Nova", mientras que el segundo sampleaba una reedición del tema de 1967 de Count Basie "Hang On Sloopy". Al mismo tiempo, en Los Ángeles, el grupo de hip hop Freestyle Fellowship seguía una ruta diferente llevando a cabo grabaciones con vocales bajo la influencai del scat.

## Los artistas del jazz se acercan al hip hop
Aunque el jazz rap había alcanzado escaso éxito comercial, el último álbum de la leyenda del jazz Miles Davis (publicado póstumamente en 1992), Doo-Bop, se basaba en beats de hip hop y colaboraciones con el productor Easy Mo Bee. El exmiembro de la banda de Davis Herbie Hancock volvió a las influencias hip hop hacia mediados de los noventa, publicando el álbum Dis Is Da Drum en 1994. El músico de jazz Branford Marsalis colaboró con el productor de Gang Starr DJ Premier en su proyecto Buckshot LeFonque ese mismo año.

## Años 1990 hasta el presente
El disco de Digable Planets de 1993, Reachin' (A New Refutation of Time and Space), fue un hit de jazz rap sampleando a Don Cherry, Sonny Rollins, Art Blakey, Herbie Mann, Herbie Hancock, Grant Green y Rahsaan Roland Kirk. Incluía el sencillo de éxito "Rebirth of Slick (Cool Like Dat)". También en 1993, Us3 publicó Hand on the Torch en Blue Note Records. Todos sus samples provenían del catálogo del sello Blue Note. El sencillo "Cantaloop" fue el primer disco de oro de Blue Note.
Este período marcó el cénit de la popularidad del jazz rap entre los oyentes del hip hop, y a partir de él el género comenzó a verse como una tendencia pasada de moda. Las referencias musicales al jazz dejaron de ser tan obvias y las referencias líricas cada vez más escasas. Sin embargo, el jazz ha seguido siempre formando parte de la paleta de la producción del hip hop, y su influencia continuó tras los duros relatos de Nas (Illmatic, Columbia, 1994), o apoyando la sensibilidad más bohemia de grupos como The Roots y Common Sense. Desde el 2000 se puede detectar en el trabajo de productores como The Sound Providers, Kanye West, J Rawls, 88-Keys, Crown City Rockers, Kero One, Nujabes, Freddie Joachim, Asheru, Fat Jon, Madlib, el dúo inglés The Herbaliser, o los franceses Hocus Pocus, entre otros.
Un proyecto de hip hop que continuó manteniendo la conexión directa entre el jazz y el hip hop fue la serie Jazzmatazz del rapero Guru, que utilizaba músicos de jazz en vivo para grabar en el estudio. Desarrollándose desde 1993 a 2007, sus cuatro volúmenes cuentan con luminarias del jazz como Freddie Hubbard, Donald Byrd, Courtney Pine, Herbie Hancock, Kenny Garrett y Lonnie Liston Smith, y las interpretaciones de artistas de hip hop como Kool Keith, MC Solaar, Common y el compañero de Guru en Gang Starr, DJ Premier.Otra de las figuras del Jazz Rap fue Nujabes, que es un productor de origen asiático muy influenciado por el Cool jazz. En 2011, vieron la luz el disco llamado Jazz Magnetism del autor Kase-o y "Donde duele inspira, de Rafael Lechowski. Septiembre 2014, Statik Selektah publica su álbum "What Goes Around" con una influencia notable de Jazz Rap, único en la atmósfera actual del rap español; por su parte artistas de este género tales como Lil Supa el cual propone un sonido neutral con respecto al jazz, sin embargo retomando la estética del rap de los 90´ con una mirada más sutil, tal es el caso de su sencillo "Fe de Errata, Ríal Guawankó propone por su parte, una muy adaptada manera de Jazz Rap, pues dentro de su hacer se concilian sonidos propios de jazz, y las bases mismas son perteneciente a las estructuras de Jazz.También Crismo del grupo  Voces Clandestinas, publicó en el 2019 un álbum de instrumentales inspirado en el Jazz rap de los años noventa, con el título "crónicas del Jazz".

## Artistas y álbumes notables
- A Tribe Called Quest: People's Instinctive Travels and the Paths of Rhythm, Low End Theory, Midnight Marauders
- Aceyalone: All Balls Don't Bounce
- Beat Assailant: Hard Twelve
- Bop City: Hip Strut
- Buckshot LeFonque: Music: Evolution, Buckshot LeFonque
- Cevladé + Ladenegro4: "La Casa de Astaire"
- Charles Ans: "Sin maletas", "Smile"
- Common: Resurrection
- Crown City Rockers: Earthtones
- Deda: The Original Baby Pa
- Digable Planets: Reachin' : A New Refutation Of Time & Space, Blowout Comb
- DJ Toner: Grandmaster Jazz vol. 1[3]
- Dream Warriors: And Now, the Legacy Begins
- Flowklorikos (Rafael Lechowski): Donde Duele Inspira; Iola
- Freestyle Fellowship: To Whom It May Concern..., Inner City Griots
- Fun Lovin' Criminals: 100% Colombian
- Galactic: Ruckus
- Gang Starr: No More Mr. Nice Gu], Daily Operation
- Greg Osby: 3-D Lifestyles
- Guru: Jazzmatazz (Vols. 1-3)
- Herbie Hancock: Dis Is Da Drum
- Hypnos & Saga: Collapse EP
- InI: Center Of Attention
- Isao Nakajima: IN,Red Rainbow
- Jazzkantine: Jazzkantine
- Jazz Liberatorz: Clin d'Oeil, Fruit Of The Past
- Jungle Brothers: Straight Out The Jungle, Done by the Forces of Nature
- Justice System: Mobilization
- Kendrick Lamar: To Pimp a Butterfly
- Kun Fu Quartet: Maquinaria en tiempo récord
- Little Brother: The Listening
- Mac Miller: The Divine Femenine
- Madlib: Shades Of Blue: Madlib Invades Blue Note
- Miles Davis: Doo-Bop
- MC Solaar: Prose Combat
- Nujabes: Metaphorical Music,Metaphorical Music Pt. 2: Modal Soul
- O.C.: Word...Life
- OutKast: "Stankonia"
- Ozomatli: Ozomatli
- Pete Rock & C. L. Smooth: Mecca And The Soul Brother, The Main Ingredient, Petestrumentals
- The Pharcyde: Bizarre Ride II the Pharcyde
- Q-Tip: Kamaal the Abstract (No lanzado)
- Quasimoto: The Unseen
- Soweto Kinch: Conversations With The Unseen
- Spearhead: Home
- Stetsasonic: On Fire, In Full Gear
- The Roots: Organix, Do You Want More, Illadelph Halflife
- The Sound Providers: An Evening With The Sound Providers

## Samples de jazz notables
- Ahmad Jamal - "Dolphin Dance"
  - Common - "Resurrection"
  - Deda - "Can't Wait"
  - O.C. - "Time's Up (Remix)"
- Ahmad Jamal - "I Love Music"
  - Nas - "World Is Yours"
  - Jeru The Damaja - "Me Or The Papes"
- Ahmad Jamal - "Pastures"
  - Jazz Rappin Dezmond - "This Rapp is The Jazzy Type"
  - Jay-Z - "Feelin' It"
- Ronnie Laws - "Tidal Wave"
  - Black Moon - "Who Got Da Props?"
  - Organized Konfusion - "Stress (Extra P Remix)"
- Wes Montgomery - "Mellow Mood"
  - Quasimoto - "Low Class Conspiracy"